# خوسيه فيليبي توريس
خوسيه فيليبي توريس هو رائد أعمال برتغالي، ولد في 13 أبريل 1976.